# بتتشتون هيث (تشيشير)
بتتشتون هيث (بالإنجليزية: Betchton Heath)‏ هي قرية تقع في المملكة المتحدة في شمال غرب إنجلترا.